# Henriëtte Asscher
Henriëtte Sophia Asscher (Amsterdam, 18 juli 1858 – Amsterdam, 9 april 1933) was een Nederlands schilder en tekenaar.

## Leven en werk
Asscher was van joodse komaf, ze was een dochter van Philip Benjamin Asscher (1827-1883), heel- en vroedmeester in Amsterdam, en Louise Heijermans (1883-1919). Ze volgde theoretische lessen aan de Rijksacademie (1881-1882) en vervolgde haar opleiding aan de Rijksnormaalschool voor Teekenonderwijzers (1882-ca. 1884). Ze kreeg les van onder andere Eduard Frankfort.
Asscher werd bekend door haar in huizen voor oude lieden gemaakte studies. Ze schilderde daarnaast genre- en figuurvoorstellingen, stadsgezichten en stillevens. Ze was lid van Arti et Amicitiae en Sint Lucas in Amsterdam. Ze exposeerde onder meer met beide verenigingen, bij de Tentoonstelling van Levende Meesters in 1895 in Amsterdam en De Vrouw 1813-1913. In 1915 won ze een zilveren medaille op de Panama-Pacific International Exposition in San Francisco. Asscher gaf les aan Hendrika van Gelder en Charlotte Pothuis.
De kunstenares overleed in 1933 in Amsterdam, op 74-jarige leeftijd, en werd begraven in Muiderberg.